# Xixiner
Xixiner - Шишинер (rus) - és un poble de la República del Tatarstan, a Rússia. El 2010 tenia 497 habitants.